# カノジョは嘘を愛しすぎてる
『カノジョは嘘を愛しすぎてる』（カノジョはうそをあいしすぎてる）は、青木琴美による日本の漫画作品。『Cheese!』（小学館）にて、2009年5月号から2017年4月号まで連載された。第59回小学館漫画賞（少女向け部門）を受賞した。単行本は全22巻。略称は「カノ嘘」（カノうそ）。
2013年12月に実写映画版が公開され、2017年には韓国で漫画を原作としたテレビドラマが放送された。

## 概要
作者の『小学館漫画賞』受賞後第1作目であり、『Sho-Comi』から『Cheese!』へ移籍後初の連載作品である。話数カウントは「…song」（…部分は1st, 2ndなど英語の序数）で、各話のサブタイトルは詩的なものになっている。
単行本は1、2巻のみ同時発売され、帯の惹句は「今度の青木はROCKだ!!!!!」であった。
2013年12月時点で累計発行部数は450万部を記録している。
2011年6月には、作中の主人公である“小枝理子”がペプシネックスのポスターに起用され、実際に物語の中でもペプシネックスのCMに理子が歌手としてのデビューに起用されるという、リンクしたシーンがある。
『Cheese!』2012年4月号にて、映画化が発表されると同時に、主人公の“小枝理子”役を公募オーディションで選出することが告知された。
この映画化決定で、青木琴美の連載作品は3作連続映画化されることとなった。以前の2作は「連載終了後のことだったので、“幸せにしてもらえるといいねぇ〜”という、少し遠い所から見守るような気持ちだったのですが、現在連載中の作品となると「幸せに……してくださいね！」ってなくらい！身内感でいっぱい。こうも心境に違いが出るとは…自分でも少しびっくりです。」と作者は心境を述べている。
シンガーソングライターのmiwa は作者の青木と親交があり、本作品を描くにあたって音楽業界について聞かれたと2017年出演のテレビ番組で明かしている。一方で実写映画化の際にはmiwa も主役のオーディションに応募していたが、書類審査で落ちていたことをファンクラブ会報で明かしている。

## 登場人物
※声の項はボイスドラマ版 / Beeマンガ版のキャスト（特筆がなければBeeマンガ版のみ）。演の項は映画版・ドラマ版のキャスト。韓の項は韓国連続ドラマのキャスト。

### 主人公
小笠原 秋（おがさわら あき）
声 - 鳥海浩輔（ボイスドラマ版・Beeマンガ版） / 演 - 佐藤健（子ども時代：河相竜跳）/ 韓 - イ・ヒョヌ（役名：カン・ハンギョル）
主人公の作曲家。25歳。クリュードプレイの元メンバー。メジャーデビュー決定後に脱退した。今でも曲を提供しているが表向きはプロデューサーの総一郎名義で発表されており、ゴースト状態。音楽を介して全てが総一郎と繋がっているような現状に嫌気が差しており、自分の事を知らない理子に自分の正体を告げぬまま付き合い始める。
4人姉弟の3番目で唯一の男子。14歳の誕生日、父がギターと間違えてベースを買ってくれたのがきっかけでベースを弾くようになった。
ベースの機種はミュージックマン・スティングレイ。
考えたり悩んだりするとき 手で頭をさわってうつむく。
得意料理は餃子。
小枝 理子（こえだ りこ）
声 - 東山奈央（ボイスドラマ版）・五十嵐裕美（Beeマンガ版） / 演 - 大原櫻子 / 韓 - ジョイ（Red Velvet）（役名：ユン・ソリム）
クリュードプレイの大ファンの女子高生。作中ではリコ。小枝青果店（八百屋）の一人娘。マッシュルームのような髪型で背は小さい。秋の正体を知らぬまま鼻歌に聞きほれ、顔にも一目惚れした。祐一と蒼太とバンドをやっており、ボーカル兼ギター担当。総一郎にスカウトされる。タワーレコードによく行く。心也や秋と瞬の会話の中では、「マッシュ」と呼ばれている。

### 理子の仲間
君嶋 祐一（きみじま ゆういち）
声 - 逢坂良太 / 演 - 吉沢亮
理子の幼馴染。通称・ユウで、理子からは「ユウちゃん」と呼ばれる。理子の家の八百屋を継ぐ覚悟を持っているほど理子のことがずっと好きだった。バンドではギター（エレキギター）担当。
山崎 蒼太（やまざき そうた）
声 - 坂巻学 / 演 - 森永悠希
理子の幼馴染で家も近所。太めの体型。理子からは「ソーちゃん」と呼ばれる。バンドではやはりギター担当（アコースティックギター。全員ギターをやりたがったため）。秋の正体を知っている。魚屋の息子。

### CRUDE PLAY
通称・クリプレ。
坂口 瞬（さかぐち しゅん）
声 - 宮田幸季 / 演 - 三浦翔平 / 韓 - ソンジュ（UNIQ）（役名：ユ・シヒョン）
ボーカル兼ギター。秋とは幼馴染。坂口製菓取締役社長坂口祐基の一人息子。
篠原 心也（しのはら しんや）
声 - 白井悠介 / 演 - 窪田正孝 / 韓 - イ・ソウォン（役名：ソ・チャンヨン）
秋脱退後に加入したメンバー。デビューシングルで秋の演奏のゴーストを務めた。
自分は秋が戻るまでの一時的なメンバーだと思っている。自分だけのバンドを望んでおり、総一郎がスカウトした理子の声をすっかり気に入ってしまい、プロデュースしたいと言い出す。
父親は人気バンド「シモンズ」のベーシストだった。そのため、本人も子供が親の仕事を受け継ぐような感覚で、当たり前のようにベーシストになった。小学生の頃からスタジオを出入りし、ギャラを初めて貰ったのも小学生。
大野 薫（おおの かおる）
声 - 小野雄哉 / 演 - 水田航生 / 韓 - シン・ジェミン（役名：イ・ユン）
ギター。
矢崎哲平（やざき てっぺい）
声 - 酒井広大 / 演 - 浅香航大 / 韓 - チャン・ギヨン（役名：ジ・インホ）
ドラム。

### 音楽関係者
茉莉（まり）
声 - 笹本菜津枝 / 演 - 相武紗季
歌姫と称される歌手。総一郎との出会いがきっかけでデビューへの足がかりができ、強要されたわけではないが断れずに関係を持ち始め、そのまま秋との関係も始めた。秋に関係の解消を求められるが未練がある。愛用している香水はChloe EAU DE PARFUM。
本名・番場茉莉子。16歳のときに中学に入学したため4歳サバをよんでいる。
高樹 総一郎（たかぎ そういちろう）
声 - 山本兼平 / 演 - 反町隆史
音楽プロデューサー。秋がアレンジした楽曲を自分の名義で提供している。私生活では「高樹総一郎とバックバンド達☆」というフットサルチームを率いている。
理子のバンドをスカウトする。
長浜 美和子（ながはま みわこ）
演 - 谷村美月
「HEARST RECORDS」の社員。秋たちとは高校の同級生で委員長をしていた。瞬の初恋の相手だが本人は秋のことが好き。「MUSH&Co.」の担当。

### その他
寺田 玲香（てらだ れいか）
理子たちの高校の同級生。鼻の辺りにそばかすがある。小学生のころにいじめられており、そんなときにテレビで心也が「僕は友達じゃない」と言ったことで心也を好きになる。心也に近づくために蒼太を利用している。心也と仲良さそうにしている理子に嫉妬している。

## 番外編
- カノジョは嘘を愛しすぎてる 予告編ショートコミック（『Cheese!』2009年4月号,5TH song収録）
- 恋じゃない（『Cheese!』2009年11月号付録,8TH song収録） – 小説ストーリー
- カノ嘘ショート番外編「バレンタインが羨ましい」（『Cheese!』増刊2010年3月号,4TH song収録）
- カノジョは嘘を愛しすぎてる-side the others-（『Cheese!』増刊2012年3月号,8TH song収録）
  - 「望んで馬が手に入るなら乞食でも馬に乗る」「曲るくらいなら折れたほうがましか」の2編
- カレは餃子を愛しすぎている（『Cheese!』2012年9月号別冊,10TH song収録）
- キミは知らない。〜Why don't you know I love you?〜（『Cheese!』2013年4月号,11TH song収録）
- Kissin' Christmas それは高校時代の愚かな行いのひとつ（『Cheese!』2013年1月号ふろく,11TH song収録）
- 初めてお酒を飲んだ夜…というのは嘘だけど（『Cheese!』2014年2月号,14TH song収録）
- ファンの夢じゃない、自分の夢なんだ（『Cheese!』2014年9月号,15TH song収録）
- ボクらの明日も。（単行本書き下ろし,16TH song収録）
- カノジョは嘘を愛しすぎてる-番外編-（『Cheese!』2016年2月号,19TH song収録）

## 書誌情報
青木琴美 『カノジョは嘘を愛しすぎてる』 小学館〈フラワーコミックス〉 全22巻（巻数カウントは、話数カウントと同じく「…song」）
| 巻数      | サブタイトル                                                     | サブタイトル                                                                     | 奥付発行日     | ISBN                   |
| --------- | ---------------------------------------------------------------- | -------------------------------------------------------------------------------- | -------------- | ---------------------- |
| 1ST song  | 1ST song                                                         | もうもうとした煙の中では、蝶も苦い歌をうたう                                     | 2009年9月30日  | ISBN 978-4-09-132667-6 |
| 1ST song  | 2ND song                                                         | 越冬する群と離れた蝶は、凍え死ぬか                                               | 2009年9月30日  | ISBN 978-4-09-132667-6 |
| 1ST song  | 3RD song                                                         | 美しい羽を誇る蝶がなぜ枯れ葉に擬態したがる                                       | 2009年9月30日  | ISBN 978-4-09-132667-6 |
| 2ND song  | 4TH song                                                         | 蝶も花の蜜だけを吸って生きているわけではない                                     | 2009年9月30日  | ISBN 978-4-09-132668-3 |
| 2ND song  | 5TH song                                                         | 複眼をもってしても自分の姿を見ることは当然できない                               | 2009年9月30日  | ISBN 978-4-09-132668-3 |
| 2ND song  | 6TH song                                                         | ささやかな蝶の羽ばたきが未来の空を動かすこともある                               | 2009年9月30日  | ISBN 978-4-09-132668-3 |
| 3RD song  | 7TH song                                                         | サナギになる場所をしくじると、蝶になる前に啄ばまれる                             | 2010年3月3日   | ISBN 978-4-09-132750-5 |
| 3RD song  | 8TH song                                                         | 寄生するハチは蝶の栄養を吸い尽くすか                                             | 2010年3月3日   | ISBN 978-4-09-132750-5 |
| 3RD song  | 9TH song                                                         | 天敵を前に蝶は逃げる以外の術を持つか                                             | 2010年3月3日   | ISBN 978-4-09-132750-5 |
| 3RD song  | 10TH song                                                        | 縄張り争いに敗れた蝶は死に場所を探すか                                           | 2010年3月3日   | ISBN 978-4-09-132750-5 |
| 4TH song  | 11TH song                                                        | 敵である蜂になりたいと願う、蝶もいる                                             | 2010年7月31日  | ISBN 978-4-09-133215-8 |
| 4TH song  | 12TH song                                                        | 蜜を求める蝶と蜂はしばしば縄張り争いする                                         | 2010年7月31日  | ISBN 978-4-09-133215-8 |
| 4TH song  | 13TH song                                                        | ブンブンと主張する蜂に、無口に飛ぶ蝶は勝てない                                   | 2010年7月31日  | ISBN 978-4-09-133215-8 |
| 4TH song  | 14TH song                                                        | 針を持つ蜂に対抗する術を蝶は持ち合わせるか                                       | 2010年7月31日  | ISBN 978-4-09-133215-8 |
| 4TH song  | 15TH song                                                        | 嫉妬と恋の違いは蝶の複眼では見分け辛い                                           | 2010年7月31日  | ISBN 978-4-09-133215-8 |
| 4TH song  | バレンタインが羨ましい―カノジョは嘘を愛しすぎてるショート番外編― |                                                                                  | 2010年7月31日  | ISBN 978-4-09-133215-8 |
| 5TH song  | 16TH song                                                        | 好物を前に興奮しない蝶はいない                                                   | 2010年12月29日 | ISBN 978-4-09-133556-2 |
| 5TH song  | 17TH song                                                        | 枯れそうな花を前に蝶は水を運ぶか                                                 | 2010年12月29日 | ISBN 978-4-09-133556-2 |
| 5TH song  | 18TH song                                                        | 蝶にとってサナギであった事実は黒歴史か?                                          | 2010年12月29日 | ISBN 978-4-09-133556-2 |
| 5TH song  | 19TH song                                                        | 蝶が紡ぐ詩は口ほどにモノを言うか?                                                | 2010年12月29日 | ISBN 978-4-09-133556-2 |
| 5TH song  | 20TH song                                                        | 蜂が毒を打ち込むのにも、大義名分はある                                           | 2010年12月29日 | ISBN 978-4-09-133556-2 |
| 5TH song  | カノジョは嘘を愛しすぎてる―番外編―                               |                                                                                  | 2010年12月29日 | ISBN 978-4-09-133556-2 |
| 6TH song  | 21ST song                                                        | どんなに居心地のいい繭であっても、サナギは蝶になり飛び立たねばならない           | 2011年6月20日  | ISBN 978-4-09-133864-8 |
| 6TH song  | 22ND song                                                        | 美しい蝶も、食草にとっては害虫でしかない                                         | 2011年6月20日  | ISBN 978-4-09-133864-8 |
| 6TH song  | 23RD song                                                        | 一筋の光もなければ、蝶も飛ぶことはできない                                       | 2011年6月20日  | ISBN 978-4-09-133864-8 |
| 7TH song  | 24TH song                                                        | 1度ハチに刺された者は、2度目に死ぬことがある                                     | 2011年11月30日 | ISBN 978-4-09-134073-3 |
| 7TH song  | 25TH song                                                        | お膳立てされた花畑では、満足を得ることはできない                                 | 2011年11月30日 | ISBN 978-4-09-134073-3 |
| 7TH song  | 26TH song                                                        | 繭を作る場所をあれこれ忠告するのは、いつだって大きなお世話でしかない             | 2011年11月30日 | ISBN 978-4-09-134073-3 |
| 7TH song  | 27TH song                                                        | 捕食するために寄生する蝿もいる、あたかも友達のように                             | 2011年11月30日 | ISBN 978-4-09-134073-3 |
| 7TH song  | 28TH song                                                        | 羽音を消すくらいの知恵は、蝿でさえ持っている                                     | 2011年11月30日 | ISBN 978-4-09-134073-3 |
| 8TH song  | 29TH song                                                        | 蝿であれ蝶であれ、生き物は清濁併せ持つ                                           | 2012年2月29日  | ISBN 978-4-09-134378-9 |
| 8TH song  | 30TH song                                                        | どんな美味しい蜜も、飽きる時は来る                                               | 2012年2月29日  | ISBN 978-4-09-134378-9 |
| 8TH song  | 31ST song                                                        | 自分の心以外、全ては神の采配                                                     | 2012年2月29日  | ISBN 978-4-09-134378-9 |
| 8TH song  | カノジョは嘘を愛しすぎている―side the others―                    |                                                                                  | 2012年2月29日  | ISBN 978-4-09-134378-9 |
| 8TH song  | 恋じゃない I'm not in love So don't forget（小説・左開）         |                                                                                  | 2012年2月29日  | ISBN 978-4-09-134378-9 |
| 9TH song  | 32ND song                                                        | パブロフの犬は、その音を決して拒否できない                                       | 2012年7月31日  | ISBN 978-4-09-134444-1 |
| 9TH song  | 33RD song                                                        | 負けた雄を選ぶのは、人間だけの知性か                                             | 2012年7月31日  | ISBN 978-4-09-134444-1 |
| 9TH song  | 34TH song                                                        | 腐った土壌の上に美しい花は咲くか                                                 | 2012年7月31日  | ISBN 978-4-09-134444-1 |
| 9TH song  | 35TH song                                                        | 雷の落ちたキノコはよく育つか?                                                    | 2012年7月31日  | ISBN 978-4-09-134444-1 |
| 9TH song  | 36TH song                                                        | 嫌な予感の出所は、いつだって不安でしかない                                       | 2012年7月31日  | ISBN 978-4-09-134444-1 |
| 10TH song | 37TH song                                                        | どんな音楽家も自分の心拍数からは逃れられない                                     | 2012年12月31日 | ISBN 978-4-09-134824-1 |
| 10TH song | 38TH song                                                        | 自爆に見えない行為も、よかれとした行為が裏目に出た結果にすぎない                 | 2012年12月31日 | ISBN 978-4-09-134824-1 |
| 10TH song | 39TH song                                                        | たとえ友達が蝶でも、自分が蛾である事実は変わらない                               | 2012年12月31日 | ISBN 978-4-09-134824-1 |
| 10TH song | 40TH song                                                        | 嫌いでも似合う服を着る方が得だが、それで幸せになるとは限らない                   | 2012年12月31日 | ISBN 978-4-09-134824-1 |
| 10TH song | 41ST song                                                        | 1円をバカにする者が1円に泣く所を見る程、面白いものはない                         | 2012年12月31日 | ISBN 978-4-09-134824-1 |
| 10TH song | カレは餃子を愛しすぎている―カノジョは嘘を愛しすぎている 番外編―  |                                                                                  | 2012年12月31日 | ISBN 978-4-09-134824-1 |
| 11TH song | 42ND song                                                        | 霞を売っていても、霞を食っては生きてゆけない                                     | 2013年3月31日  | ISBN 978-4-09-135305-4 |
| 11TH song | 43RD song                                                        | キノコの胞子は空まで届く                                                         | 2013年3月31日  | ISBN 978-4-09-135305-4 |
| 11TH song | 44TH song                                                        | 枯れやすいから、薔薇は刺で身を守る                                               | 2013年3月31日  | ISBN 978-4-09-135305-4 |
| 11TH song | キミは知らない。〜Why don't you know I love you?〜               |                                                                                  | 2013年3月31日  | ISBN 978-4-09-135305-4 |
| 11TH song | Kissin'Christmas それは高校時代の愚かな行いのひとつ              |                                                                                  | 2013年3月31日  | ISBN 978-4-09-135305-4 |
| 12TH song | 45TH song                                                        | 雨の日の飛び方で蝶の価値は決まる                                                 | 2013年8月31日  | ISBN 978-4-09-135518-8 |
| 12TH song | 46TH song                                                        | 恋愛が男を弱くし、友情が男を強くするか                                           | 2013年8月31日  | ISBN 978-4-09-135518-8 |
| 12TH song | 47TH song                                                        | 開戦の理由と終戦の理由はどうしていつも不一致なのか?                              | 2013年8月31日  | ISBN 978-4-09-135518-8 |
| 12TH song | 48TH song                                                        | 短距離と長距離で走り方が違うように、高い山に登りたいなら急いではならない         | 2013年8月31日  | ISBN 978-4-09-135518-8 |
| 13TH song | 49TH song                                                        | 人と違うものが見えることを、才能と呼ぶか?                                        | 2013年12月1日  | ISBN 978-4-09-135677-2 |
| 13TH song | 50TH song                                                        | 自分にとって難しいことが、他人にとっては簡単なことだと知るほど絶望することはない | 2013年12月1日  | ISBN 978-4-09-135677-2 |
| 13TH song | 51ST song                                                        | 不幸せは、自分の存在価値を他人の賞賛に求めた時に始まる                           | 2013年12月1日  | ISBN 978-4-09-135677-2 |
| 13TH song | 52ND song                                                        | 孤独とは慣れるものか、耐えるものか                                               | 2013年12月1日  | ISBN 978-4-09-135677-2 |
| 14TH song | 53RD song                                                        | 衝動の中に本心があると勘違いしがちだが、大抵はただのヒステリーでしかない         | 2014年5月31日  | ISBN 978-4-09-135865-3 |
| 14TH song | 54TH song                                                        | 悪意をもって人を追い落とそうと尽力する以上に不毛な努力はあるか？                 | 2014年5月31日  | ISBN 978-4-09-135865-3 |
| 14TH song | 55TH song                                                        | 伝わると信じる男は、寄り添う男に出し抜かれるか                                   | 2014年5月31日  | ISBN 978-4-09-135865-3 |
| 14TH song | 56TH song                                                        | 行きすぎたファン心理は、なぜ独占欲ではなく、支配欲に行き着くのか                 | 2014年5月31日  | ISBN 978-4-09-135865-3 |
| 14TH song | 57TH song                                                        | 「笑うが勝ち」とは言うは易し、腑に落ちるは難し                                   | 2014年5月31日  | ISBN 978-4-09-135865-3 |
| 14TH song | 番外編                                                           | 初めてお酒を飲んだ夜…というのは嘘だけど                                          | 2014年5月31日  | ISBN 978-4-09-135865-3 |
| 15TH song | 58TH song                                                        | 初恋とは、失恋を知らぬことか                                                     | 2014年10月29日 | ISBN 978-4-09-136347-3 |
| 15TH song | 59TH song                                                        | 恋が盲目にするのは、相手か自分か？                                               | 2014年10月29日 | ISBN 978-4-09-136347-3 |
| 15TH song | 60TH song                                                        | 本心を隠したがるのがブスなら、本心をむき出すのは、イケメンか                     | 2014年10月29日 | ISBN 978-4-09-136347-3 |
| 15TH song | 61ST song                                                        | 人は弱いから逃げるのか、利口だから逃げるのか                                     | 2014年10月29日 | ISBN 978-4-09-136347-3 |
| 15TH song | 番外編                                                           | ファンの夢じゃない、自分の夢なんだ                                               | 2014年10月29日 | ISBN 978-4-09-136347-3 |
| 16TH song | 62ND song                                                        | 他人の強みは解っても、自分の強みは自分が一番解らない                             | 2015年3月26日  | ISBN 978-4-09-137009-9 |
| 16TH song | 63RD song                                                        | 0から1を産むことは、1に99を足すより遥かに尊い                                    | 2015年3月26日  | ISBN 978-4-09-137009-9 |
| 16TH song | 64TH song                                                        | 価値観は、自分の望むとり育つか                                                   | 2015年3月26日  | ISBN 978-4-09-137009-9 |
| 16TH song | 65TH song                                                        | 今、一番やりたいことが、一生やれることとは限らない                               | 2015年3月26日  | ISBN 978-4-09-137009-9 |
| 16TH song | 番外編                                                           | ボクらの明日も。                                                                 | 2015年3月26日  | ISBN 978-4-09-137009-9 |
| 17TH song | 66TH song                                                        | 狼がいる幸せ、狼がいない辛さ                                                     | 2015年7月29日  | ISBN 978-4-09-137708-1 |
| 17TH song | 67TH song                                                        | 両雄が並び立たないのは、憎み合うからか?思いやるからか?                           | 2015年7月29日  | ISBN 978-4-09-137708-1 |
| 17TH song | 68TH song                                                        | 自分のためには出来ないことも、誰かのためになら簡単に出来るのはなぜか?            | 2015年7月29日  | ISBN 978-4-09-137708-1 |
| 17TH song | 69TH song                                                        | 思いやりが相手に届く時には、刃になることもある                                   | 2015年7月29日  | ISBN 978-4-09-137708-1 |
| 18TH song | 70TH song                                                        | 才能を持つものは、才能を惜しまない                                               | 2015年12月30日 | ISBN 978-4-09-138045-6 |
| 18TH song | 71ST song                                                        | 「破壊」に才能はいらない                                                         | 2015年12月30日 | ISBN 978-4-09-138045-6 |
| 18TH song | 72ND song                                                        | 終わらない季節がない様に、全ては移ろう                                           | 2015年12月30日 | ISBN 978-4-09-138045-6 |
| 18TH song | 73RD song                                                        | 強要されると反発し、応援されると逆らうのは何故か                                 | 2015年12月30日 | ISBN 978-4-09-138045-6 |
| 19TH song | 74TH song                                                        | 悲しみから産まれるものはあるが、創作に悲しみが必要な訳ではない                   | 2016年5月1日   | ISBN 978-4-09-138447-8 |
| 19TH song | 75TH song                                                        | 摩擦は熱を産み、熱は爆発を引き起こすか                                           | 2016年5月1日   | ISBN 978-4-09-138447-8 |
| 19TH song | 76TH song                                                        | 最大の味方が最高の友とは限らない                                                 | 2016年5月1日   | ISBN 978-4-09-138447-8 |
| 19TH song | 77TH song                                                        | 悲観的な未来を予想するものは弱き者か                                             | 2016年5月1日   | ISBN 978-4-09-138447-8 |
| 19TH song | 番外編                                                           | カノジョは嘘を愛しすぎてる-番外編-                                               | 2016年5月1日   | ISBN 978-4-09-138447-8 |
| 20TH song | 78TH song                                                        | 覚悟と犠牲は表裏一体か                                                           | 2016年8月31日  | ISBN 978-4-09-138575-8 |
| 20TH song | 79TH song                                                        | 時が流れる以上、変わらないためには変わらなければならない                         | 2016年8月31日  | ISBN 978-4-09-138575-8 |
| 20TH song | 80TH song                                                        | 注目と監視は似て非なるものか                                                     | 2016年8月31日  | ISBN 978-4-09-138575-8 |
| 20TH song | 81ST song                                                        | 友情は金で買えないが、友情は金でおかしくなるか                                   | 2016年8月31日  | ISBN 978-4-09-138575-8 |
| 21ST song | 82ND song                                                        | 弱さは最強の武器になるか                                                         | 2016年12月31日 | ISBN 978-4-09-138788-2 |
| 21ST song | 83RD song                                                        | 恋は、もっとも大逆転が起こる勝負か                                               | 2016年12月31日 | ISBN 978-4-09-138788-2 |
| 21ST song | 84TH song                                                        | 恋より大切なものがある人生は幸せか                                               | 2016年12月31日 | ISBN 978-4-09-138788-2 |
| 21ST song | 85TH song                                                        | 自信が男を優しくするか                                                           | 2016年12月31日 | ISBN 978-4-09-138788-2 |
| 22ND song | 86TH song                                                        | 諦めさえしなければ挫折しないのか                                                 | 2017年5月1日   | ISBN 978-4-09-139173-5 |
| 22ND song | 87TH song                                                        | 自分を突き動かすリズムの意味を勘違いするか                                       | 2017年5月1日   | ISBN 978-4-09-139173-5 |
| 22ND song | FINAL song                                                       | 絶望はたやすく、希望を胸に灯すほうが難い                                         | 2017年5月1日   | ISBN 978-4-09-139173-5 |

## ムービーコミック
2013年2月20日から、BeeTVの「Beeマンガ」として配信。
スタッフ
- 原作：青木琴美
- 企画：柳崎芳夫、高橋利明
- プロデューサー：龍貴大、平木美和
- 演出：村上愛
- 映像効果：小垣貴裕
- 音響効果：下城義行、山田弘実
- 制作協力：アックス、アーリーウィング
- 編成：松井純子
- 宣伝：宮城有加
- サイト編集：緒方美里亜
- 制作：東通
- 製作：BeeTV

主題歌
Minx Zone「オレンジの涙」

## 映画
2013年12月14日に公開された。主演は佐藤健。ヒロイン・理子役には、一般から募集した「リコを探せ!オーディション」で勝ち抜いた、当時現役女子高生の大原櫻子が選ばれた。劇中バンド「CRUDE PLAY」メンバーに三浦翔平、窪田正孝、水田航生、浅香航大、「MUSH＆Co.」メンバーに吉沢亮、森永悠希と当時の若手注目株が多数出演している。
キャッチコピーは「その瞬間、恋に落ちた。その瞬間、愛を知った。」「あのメロディーが嘘のはじまりだった。あのうたが恋のはじまりでした。」
日本ではお台場シネマメディアージュ、TOHOシネマズ六本木ヒルズ他全国284スクリーンで公開され、興行通信社による全国映画動員ランキングでは初登場で4位となった。土日2日間の成績は動員13万5,797人、興収1億6,400万8,300円で、観客層は7対93の割合で女性であり、なかでも13 - 15歳が15.9パーセント、16 - 19歳が41.4パーセント、20代が21.1パーセントと若年女性がほとんどを占めている。公開6週目時点でランキング10位、累計動員132万5,904人、累計興収15億8,369万7,650円を記録した。

### 劇中バンド

#### CRUDE PLAY
| 役名       | 演者     | パート                     |          |          |          |          |          |          |          |
| メンバー   | メンバー | メンバー                   | メンバー | メンバー | メンバー | メンバー | メンバー | メンバー | メンバー |
| ---------- | -------- | -------------------------- | -------- | -------- | -------- | -------- | -------- | -------- | -------- |
| 坂口瞬     | 三浦翔平 | リーダー、ボーカル、ギター |          |          |          |          |          |          |          |
| 大野薫     | 水田航生 | ギター                     |          |          |          |          |          |          |          |
| 篠原心也   | 窪田正孝 | ベース                     |          |          |          |          |          |          |          |
| 矢崎哲平   | 浅香航大 | ドラムス                   |          |          |          |          |          |          |          |
| 元メンバー |          |                            |          |          |          |          |          |          |          |
| 小笠原秋   | 佐藤健   | ベース、作詞、作曲、編曲   |          |          |          |          |          |          |          |

#### MUSH&Co.
| 役名     | 愛称           | 演者     | パート           |
| -------- | -------------- | -------- | ---------------- |
| 小枝理子 | リコ、マッシュ | 大原櫻子 | ボーカル・ギター |
| 君嶋祐一 | ユウちゃん     | 吉沢亮   | ギター           |
| 山崎蒼太 | ソウちゃん     | 森永悠希 | ドラムス         |

### ストーリー
幼なじみたちで結成されたバンドCRUDE PLAY（クリプレ）のメンバー・小笠原秋は、デビュー作の演奏をプロのスタジオミュージシャンに差し替えられたことに気付き、デビュー前にバンドを脱退する。秋の替わりに演奏していたベーシストの心也をメンバーに迎えたクリプレは大人気バンドとなる。他のメンバーは演奏差替えの屈辱に耐えながらも前向きにバンドを続けるが、秋はその後、表には出ずクリプレへの曲提供を続ける。しかし彼は音楽業界の商業主義や、恋人の歌手・茉莉がクリプレのプロデューサー・高樹と男女の関係にあることを知り別れるなどの出来事に嫌気がさす。
ある日秋は女子高生の小枝理子と出会い、気まぐれに一目惚れしたと嘘をつき、「シンヤ」と偽名を名乗ってその場で交際を申し込む。理子の側は本当に彼に一目惚れして交際するが、彼女は秋に「歌が嫌い」と言われて戸惑う。実は理子は幼なじみの祐一らとバンド活動をしてボーカルを担当しており、クリプレや秋の作る曲の大ファンなのだ。ある日高樹は野外ライブをする理子らの姿を見かけて彼女の歌の才能を見染め、彼らを秋のプロデュースによる新人バンドデビューとして売り出そうとするが、秋は対象が理子らであることを知らないまま断りその話は心也が受ける。やがてレコード会社に出入りするようになった理子は、クリプレの新曲「サヨナラの準備は、もうできていた」のメロディが秋が口ずさんでいた鼻歌と同じであることを知る。理子はその場で本人に相対して彼の正体に気付くが、秋に対する思いは変わらない。
理子らは「MUSH&Co.」のバンド名で華々しくデビューすることが決まり、秋も理子の声のすばらしさに気付いてプロデュースを希望する。しかし心也もまた理子の声に執着して手放そうとせず、高樹は秋と理子のデート現場を写真誌に撮られたことを突き付け、理子のデビュー前のスキャンダルを自分の力でもみ消す替わりに秋と茉莉の交際記事に差替えることを告げる。秋は理子の将来のためにそれを受け入れ、彼女との関係を解消する。秋はその別れに苦悩しつつも音楽への意欲が漲り、国外で音楽活動をする決意をし部屋を片付けるが、そこへ訪れた理子は思わず秋が愛用するベースを持ちだして逃げてしまう。クリプレの瞬は理子に対し、秋が理子のために曲を書いていたことを教え彼の本心を解説する。
MUSH&Co.は心也の曲「明日も」でデビューライブを成功させ、瞬はベースを返すと称してライブ後の会場に渡航前の秋を呼び出し理子と会えるよう計らう。秋は理子に対し、本心とは裏腹な言葉を向けるものの、二人で彼が理子のために書いた曲「ちっぽけな愛のうた」をセッションする。演奏を終え二人は離れてゆくが、秋が理子を呼び止め、キスを交わすところで映画は幕を閉じる。

### スタッフ
- 原作：青木琴美『カノジョは嘘を愛しすぎてる』（小学館「月刊Cheese!」連載）
- 監督：小泉徳宏[9]
- 脚本：吉田智子、小泉徳宏[12][13]
- 音楽プロデューサー：亀田誠治[9]
- 音楽：岩崎太整[12][13]
- 製作：石原隆、畠中達郎、都築伸一郎、市川南、加太孝明[12][13]
- プロデューサー：土屋健、石田和義[12][13]
- アシスタントプロデューサー：坂上真倫[12]
- ラインプロデューサー：巣立恭平[12]
- 撮影：柳田裕男[12][13]
- 照明：宮尾康史[12][13]
- サウンドデザイン：大河原将、浅梨なおこ[12]
- 録音：小宮元[12][13]
- 編集：森下博昭[12]
- 美術：五辻圭[12]
- 装飾：折戸美由紀[12]
- ビジュアルデザイン：箭内道彦[12][13]、大島慶一郎[12]
- ヘアメイクディレクション：古久保英人[12]
- スタイリスト：中兼英朗[12]
- スクリプター：本図木綿子[12]
- 助監督：吉田和弘[12]
- 制作担当：阿部豪[12]
- 配給：東宝[12][13]
- 制作プロダクション：ROBOT
- 製作：「カノジョは嘘を愛しすぎてる」製作委員会（フジテレビジョン、アミューズ、小学館、東宝、ROBOT）[13]

### 仕様
- 劇場映画：カラー、スコープサイズ、DOLBY SURROUND5.1
- Blu-ray：カラー、スコープサイズ、dts-HD Master Audio(5.1)/リニアPCM(5.1)

### 受賞
- 第23回日本映画批評家大賞 新人賞（大原櫻子）[14]

### テレビ放送
2015年6月6日22時00分 - 7日0時20分にフジテレビ系列の『土曜プレミアム』で地上波初放送（ステレオ放送 / 文字多重放送）を当日10分拡大とするも、18時30分 - 21時54分に『AKB48総選挙SP 2015』が編成された関係で繰り下げて放送され、視聴率は7.5%だった。

### ディスコグラフィ

#### シングル
| 発売日         | アーティスト | タイトル                         | 規格   | 規格品番                                   | オリコン | 初収録アルバム                                  |
| -------------- | ------------ | -------------------------------- | ------ | ------------------------------------------ | -------- | ----------------------------------------------- |
| 2013年11月27日 | CRUDE PLAY   | サヨナラの準備は、もうできていた | CD+DVD | VIZL-617（初回限定盤）                     | 9位      | 映画「カノジョは嘘を愛しすぎてる」〜MUSIC BOX〜 |
| 2013年11月27日 | CRUDE PLAY   | サヨナラの準備は、もうできていた | CD     | VICL-36861（期間限定スペシャルプライス盤） | 9位      | 映画「カノジョは嘘を愛しすぎてる」〜MUSIC BOX〜 |
| 2013年12月4日  | MUSH&Co.     | 明日も                           | CD+DVD | VIZL-618（初回限定盤）                     | 15位     | 映画「カノジョは嘘を愛しすぎてる」〜MUSIC BOX〜 |
| 2013年12月4日  | MUSH&Co.     | 明日も                           | CD     | VICL-36862（期間限定スペシャルプライス盤） | 15位     | 映画「カノジョは嘘を愛しすぎてる」〜MUSIC BOX〜 |
| 2014年6月25日  | MUSH&Co.     | 明日も                           | CD     | VICL-36929（通常盤）                       | 15位     | 映画「カノジョは嘘を愛しすぎてる」〜MUSIC BOX〜 |

### Blu-ray / DVD
2014年6月25日発売。発売元はフジテレビジョン、販売元はアミューズソフトエンタテインメント。
- カノジョは嘘を愛しすぎてる Blu-ray プレミアム・エディション（4枚組）
  - ディスク1：本編Blu-ray
    - 映像特典
      - 特報1
      - 特報2
      - 劇場予告編
      - TV-SPOT（アキ篇 / シンデレラ篇 / ラブ篇 / 友情篇 / 客コメ篇）

  - ディスク2：特典DVD1
    - メイキング オブ カノ嘘
    - 各キャストインタビュー集（佐藤健 / 三浦翔平 / 窪田正孝 / 水田航生&浅香航大 / 亀田誠治 / 大原櫻子 / 吉沢亮&森永悠希 / 相武紗季 / 反町隆史 / 小泉徳宏）
    - メモリー オブ カノ嘘 making version
    - メモリー オブ カノ嘘 番外編（学生服で記念写真 / スターの妙技 / 茉莉vs理子1 出会い / 猫ふんじゃった / 蒼ちゃんの練習 / 心也の超絶プレイ / 茉莉vs理子2 下克上 / けん玉王 / 秋と理子のセッション）
    - クランクインインタビュー集
    - 大原櫻子 as 小枝理子
    - ちっぽけな愛のうた Story of Aki&Rico
    - MUSH&Co.×pepsi NEX コラボCM
    - 卒業 ミュージックビデオ（卒業LIVE ver.）

  - ディスク3：特典DVD2
    - CRUDE PLAY 初お披露目LIVE
    - 完成披露試写会 密着ドキュメント
    - カノ嘘渋谷ジャック密着ドキュメント
    - 佐藤健×青木琴美 スペシャルトーク
    - 初日舞台挨拶
    - MUSH&Co.クリスマスLIVE
    - 大原櫻子プレミアムLIVE
    - 台湾キャンペーン 佐藤健 密着ドキュメント
    - メモリー オブ カノ嘘（イベントver.）

  - ディスク4：特典Blu-ray
    - オムニバスドラマ『カノジョは嘘を愛しすぎてる サイドストーリー 〜ボクとカノジョが出会う前の物語〜』完全版

  - 初回限定特典
    - 特製ポストカード（1枚）

  - 特製アウターケース付きデジパック仕様
- カノジョは嘘を愛しすぎてる DVD スペシャル・エディション（3枚組）
  - ディスク1：本編DVD
    - 映像特典
      - 特報・劇場予告編・TVスポット集

  - ディスク2：特典DVD1（Blu-ray プレミアム・エディションと共通）
  - ディスク3：特典DVD2（Blu-ray プレミアム・エディションと共通）
  - 特製アウターケース付きデジパック仕様
- カノジョは嘘を愛しすぎてる スタンダード・エディション（1枚組、Blu-ray / DVDでリリース）
  - 映像特典：Blu-ray プレミアム・エディション・ディスク1及びDVD スペシャル・エディション・ディスク1と共通

### ノベライズ
- 豊田美加『カノジョは嘘を愛しすぎてる』 小学館〈小学館文庫〉 2013年11月20日発売 ISBN 978-4-09-408878-6
- 宮沢みゆき『カノジョは嘘を愛しすぎてる』 小学館〈小学館ジュニア文庫〉 2013年11月20日発売 ISBN 978-4-09-230643-1

### ライブイベント
MUSH&Co.
- 2013年8月26日 - 映画カノ嘘の劇中バンド "MUSH&Co." 初お披露目ライブ＠東京 お台場合衆国マイナビステージ
- 2013年11月2日 - 映画「カノジョは嘘を愛しすぎてる」公開記念トーク＆ライブ＠北海道 サッポロファクトリー
- 2013年11月23日 - MUSH&Co. 「カノ嘘」スペシャルフリーライブ＠神奈川 ラゾーナ川崎プラザ
- 2013年11月24日 - MUSH&Co. インストアライブ＠大阪 あべのキューズモール
- 2013年11月24日 - MUSH&Co. インストアライブ＠大阪 TOWER RECORDS 梅田NU茶屋町店
- 2013年11月30日 - MUSH&Co. インストアライブ＠東京 TOWER RECORDS 新宿店
- 2013年12月8日 - MUSH&Co. カノ嘘 冬フェス2013＠東京 TOWER RECORDS渋谷店 B1F「CUTUP STUDIO」
- 2013年12月11日 - MUSH&Co. カノ嘘プレミアムライブ＠東京 渋谷公会堂
- 2013年12月21日 - MUSH&Co. クリスマススペシャルライブ＠東京 ダイバーシティ東京プラザ フェスティバル広場

## TVドラマ（日本版）
上記映画と同一のキャスト・スタッフにより、秋や理子、瞬に心也といった“カノ嘘”に登場する各キャラクターたちをそれぞれ主役に描いたオムニバスドラマ全10話が制作された。
タイトルは『カノジョは嘘を愛しすぎてる サイドストーリー 〜ボクとカノジョが出会う前の物語〜』。
秋が初めて人に曲を披露した日、秋がクリプレを抜けた後の話、秋と心也の確執、など、秋と理子が出会う前、映画の物語以前の登場人物たちのエピソードを描く。

### オンエア情報
第1話「粗悪品からの卒業」小笠原秋(佐藤健)
地上波CX…12月10日0:45 - 0:54
CSフジテレビTWO…12月16日8:00 -
第2話「秋の餃子が目にしみる」坂口瞬(三浦翔平)
地上波CX…(前編)12月11日0:45 - 0:54　(後編)12月12日0:45 - 0:54
CSフジテレビTWO…12月17日8:00 -
第3話「噛ませ犬に選ばれた日」篠原心也(窪田正孝)
地上波CX…12月13日0:45 - 0:54
CSフジテレビTWO…12月18日8:00 -
第4話「坂口瞬の隣にいた目立たない男の子」長浜美和子(谷村美月)
地上波CX…12月14日1:15 - 1:25
CSフジテレビTWO…12月19日8:00 -
第5話「音楽なんてしょせんビジネス」高樹総一郎(反町隆史)
地上波CX…12月17日1:50 - 1:59
CSフジテレビTWO…12月20日8:00 -
第6話「絶対人前では練習しない」大野薫(水田航生)
地上波CX…12月18日1:50 - 1:59
CSフジテレビTWO…12月23日8:00 -
第7話「曲がったことが大嫌い」矢崎哲平(浅香航大)
地上波CX…12月19日1:50 - 1:59
CSフジテレビTWO…12月24日8:00 -
第8話「ユウちゃんの片想い日記」君嶋祐一(吉沢亮)
地上波CX…12月20日2:00 - 2:09
CSフジテレビTWO…12月25日8:00 -
第9話「アコギとエレキとタンバリン」山崎蒼太(森永悠希)
地上波CX…未放送
CSフジテレビTWO…12月26日8:00 -
第10話「大切な人へ贈る歌」小笠原秋(佐藤健)
地上波CX…12月21日1:15 - 1:25
CSフジテレビTWO…12月27日8:00 -
その他　CSフジテレビTWOで全10話一挙放送
2013年12月30日6:00 - 8:30
2014年1月3日21:30 - 24:00

### スタッフ
- 原作：青木琴美
- 総監督：小泉徳宏
- 監督：真壁幸紀
- 脚本：小坂志宝
- 音楽プロデューサー：亀田誠治
- 音楽：岩崎太整

## TVドラマ（韓国版）
韓国tvNの「月火ドラマ」枠にて2017年3月20日から2017年5月9日まで毎週月、火曜23時に放送されたテレビドラマである。

### 出演

#### 主要人物
カン・ハンギョル：イ・ヒョヌ
ユン・ソリム：ジョイ（Red Velvet）

#### Crude Playのメンバー
ソ・チャンヨン：イ・ソウォン
ユ・シヒョン：ソンジュ（UNIQ）
イ・ユン：シン・ジェミン
ジ・インホ：チャン・ギヨン

#### ハンギョルの周辺人物
チェ・ジンヒョク：イ・ジョンジン
カン・イヌ：チェ・ミンス
ユ・ヒョンジュン：パク・ジヨン

#### ソリムの周辺人物
ペク・ジヌ：ソン・ガン
イ・ギュソン：パク・ジョンヒョク
キム・スンヒ：イム・イェジン
ポン先生：キム・イングォン

### 視聴率
| 2017年 | 2017年  | 2017年    | 2017年     | 2017年               |
| Ep     | 放送日  | AGB視聴率 | TNmS視聴率 | 参考                 |
| ------ | ------- | --------- | ---------- | -------------------- |
| 第1回  | 3月20日 | 1.524％   | 2.0％      | [ 40 ] [ 41 ] [ 42 ] |
| 第2回  | 3月21日 | 1.345％   | 1.7％      | [ 43 ]               |
| 第3回  | 3月27日 | 1.267％   | 1.3％      | [ 44 ]               |
| 第4回  | 3月28日 | 1.839％   | 1.7％      | [ 45 ]               |
| 第5回  | 4月3日  | 1.435％   | 1.7％      |                      |
| 第6回  | 4月4日  | 1.460％   | 1.2％      | [ 46 ]               |
| 第7回  | 4月10日 | 1.693％   | 1.7％      | [ 47 ]               |
| 第8回  | 4月11日 | 1.623％   | 1.7％      | [ 48 ]               |
| 第9回  | 4月17日 | 1.494％   | 1.3％      | [ 49 ]               |
| 第10回 | 4月18日 | 1.433％   | 1.2％      | [ 50 ]               |
| 第11回 | 4月24日 | 1.384％   | 1.2％      | [ 51 ]               |
| 第12回 | 4月25日 | 1.592％   | 1.4％      | [ 52 ]               |
| 第13回 | 5月1日  | 1.387％   | 1.0％      | [ 53 ]               |
| 第14回 | 5月2日  | 1.550％   | 1.8％      | [ 54 ]               |
| 第15回 | 5月8日  | 1.227％   | 1.8％      | [ 55 ]               |
| 第16回 | 5月9日  | 1.379％   | 1.4％      | [ 56 ] [ 57 ] [ 58 ] |

### 受賞
- 2017年「OSENケーブルテレビ賞 新人女優賞」（ジョイ）
- 2017年「CJ AWARDS 2017 America Award 最高のドラマ賞」（カノジョは嘘を愛しすぎてる）